# Scholomance
Scholomance est une école légendaire de magie noire réputée être dirigée par le Diable. Elle est prétendument située près d'un lac sans nom dans les montagnes au sud de la ville de Hermannstadt (appelée Sibiu en roumain) dans la région roumaine de Transylvanie. Dans cette école secrète, qui n'admettait que dix étudiants à la fois, le diable enseignait les secrets de la nature, le langage des animaux et des sortilèges. À la fin du cycle de cours, l'âme du dixième élève lui était due.
Scholomance (roumain : șolomanţă) est également le nom, sous sa forme germanisée, de la pratique magique des sorciers solomonarii que le folklore moldavo-roumain rend apprentis de cette même école diabolique.

## Dans le folklore
Emily Gerard, une autrice écossaise mariée à un cavalier hongrois stationné en Roumanie, donne une première description détaillée dans son article « Transylvanian Superstitions » à la page 136 du magazine littéraire anglais The Nineteenth Century de juillet 1885. L'article fut par la suite reproduit et étendu dans son ouvrage The Land Beyond the Forest, publié en 1888 :
« Et tant que je suis sur le sujet des orages, je pourrais aussi mentionner ici la Scholomance, une école censée exister quelque part au cœur des montagnes où tous les secrets de la nature, le langage des animaux, et tous les sorts de magie et charmes imaginables sont enseignés par le diable en personne. Seuls dix étudiants sont admis à la fois ; et quand le cours de l'apprentissage a expiré et que neuf d'entre eux sont libres de rentrer chez eux, le dixième est détenu par le diable en guise de paiement, et monté sur un Ismeju (dragon), il devient désormais l'aide-de-camp du diable et l'assiste pour « faire le temps », c'est-à-dire pour préparer la foudre. Un petit lac, infiniment profond, situé très haut dans les montagnes au sud de Hermanstadt, est censé être le creuset où est brassée la foudre, et par beau temps le dragon dort sous les eaux. »

## Dans la littérature
L'article d'Emily Gerard fut une des sources d'inspiration du roman Dracula de Bram Stoker. Le personnage du professeur Van Helsing y affirme que le comte Dracula était un étudiant de cette école. Aussi plusieurs commentateurs, comme Carol Margaret Davison, universitaire spécialiste de la littérature gothique, estiment que Dracula fut un de ces « dixièmes étudiants » dont l'âme fut vouée au diable.
La romancière américaine Naomi Novik écrit la série Éducation meurtrière, une trilogie traduite en français et parue en France aux éditions Pygmalion en 2022. Les romans décrivent le fonctionnement de Scholomance, une école de sorcellerie.

## Dans les jeux vidéo
Les démonistes du jeu Myth II: Soulblighter sont décrits comme étant formés dans une école de magie nommée Scholomance.
Dans World of Warcraft, Scholomance est un château en ruine tenu par des morts-vivants dont les caves et cryptes sont utilisés pour former des nécromanciens et créer des monstres morts-vivants. De même que la légende, le bâtiment est au milieu d'un lac.